# Escuela Normal de Madrid

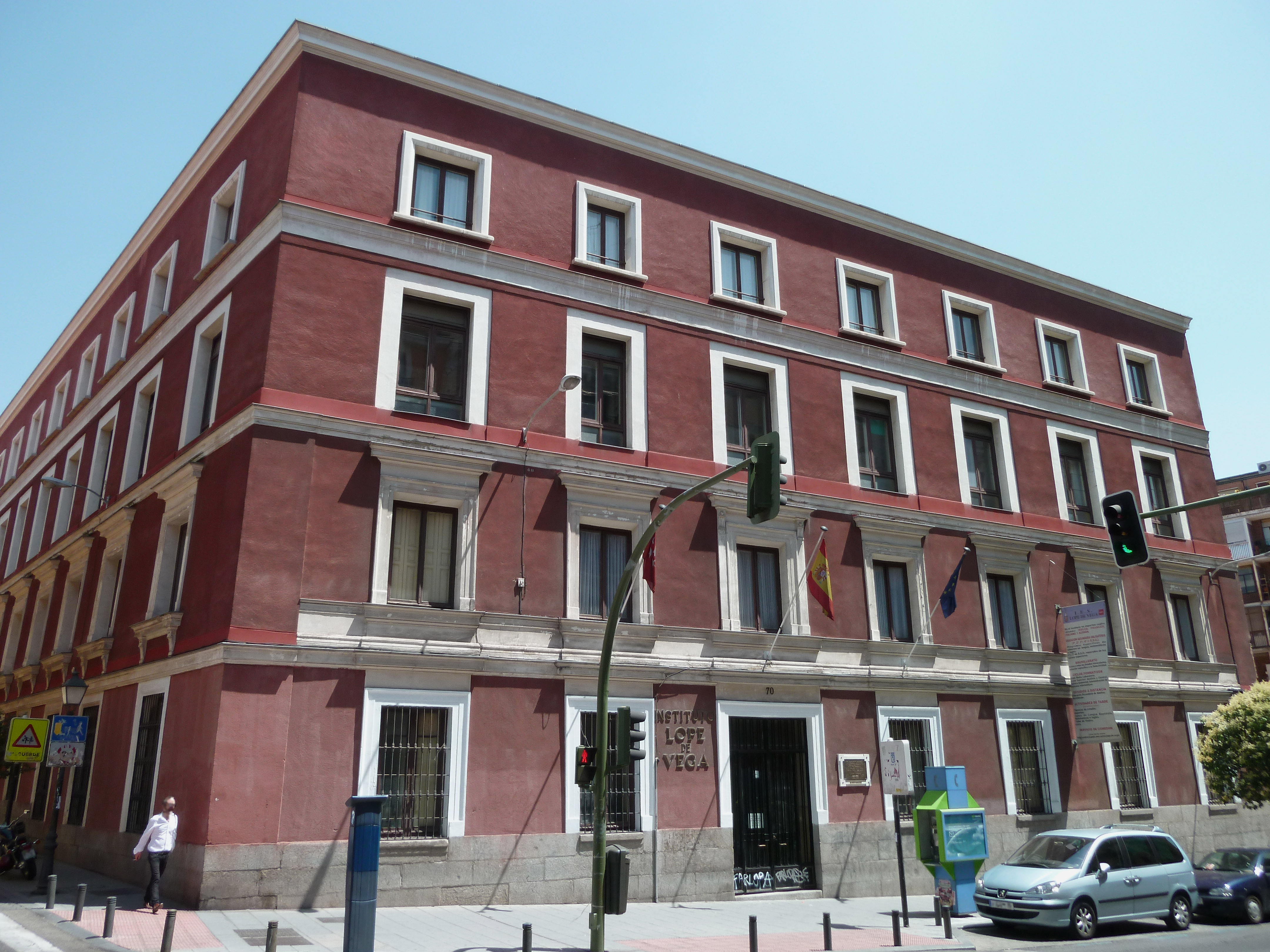
Edificio de la primitiva Escuela Normal Central, que desde 1945 ocupa el Instituto de Bachillerato Lope de Vega.

La Escuela Normal de Madrid, también nombrada Escuela Normal Central y Escuela normal superior, fue una institución estatal española creada en 1839 en Madrid, a partir del precedente de la «Escuela mutua Lancasteriana» de 1818, y siguiendo el modelo ilustrado de las école normale, como institución educativa encargada de la formación de los maestros de escuela.

## Historia
Siguiendo la pauta pedagógica de los «ilustrados», en 1839, los liberales crearon en Madrid una Escuela Normal Central. La denominación usaba el título école normale, acuñado por los revolucionarios franceses en 1794 con la creación en París de la Escuela Normal del año II, para formar profesores reclutados en todo el territorio de la República y que llevarían el concepto a sus departamentos de origen. Se da como fecha de inauguración el 8 de marzo de 1839, y la institución se instaló en el número 80 de la calle Ancha de San Bernardo, con el nombre de Escuela Normal-Seminario Central de Maestros, La nueva experiencia pedagógica había sido posible gracias a los esfuerzos de Antonio Gil y Zárate como gestor burocrático, y del pedagogo Pablo Montesino que sería su primer director y profesor de Principios generales de educación moral, intelectual y física y Método de enseñanza. En las primeras promociones de alumnos estuvieron Joaquín Avendaño, Mariano Carderera y Laureano Figuerola.
Entre los precedentes de la Normal hay que mencionar el «Real Instituto Militar Pestalozziano de Madrid», inaugurado en 1806, y las experiencias de Andrew Bell y Joseph Lancaster, que promoverían la creación en 1818 de la «Escuela mutua» de niños y un año más tarde la de niñas, y que tuvieron continuidad durante el trienio constitucional para formar suboficiales en los cuerpos del ejército, iniciativa que quedó abortada por la reacción absolutista de 1824 y la Década Ominosa (1823-1833). Por fin, tras la muerte del “rey Felón”, el Real Decreto de 1834 del Ministro de lo Interior, Moscoso de Altamira, proveía «la creación de una Comisión encargada de formar un plan general de instrucción primaria, del establecimiento de escuelas de enseñanza mutua y, sobre todo, "de una escuela normal, en la que se instruyan los profesores de las provincias que deben generalizar el ellas tan benéfico método”.» Que en su conjunto constituirían la base del sistema nacional de educación español.
La Escuela Normal Central quedó definida en los artículos 11 y 12 del “Plan de Instrucción Primaria”, como plan provisional y dentro de la Ley de 21 de julio de 1838, y que se regía por el “Reglamento interino de la Escuela Normal de Instrucción Pública” de 1837, normativa que ordenó el funcionamiento de las Escuelas Normales hasta la aprobación de un nuevo Reglamento en 1942. La primera Escuela Central Normal de Maestras fue creada en 1858, promovida por Gil de Zárate y la política del Sexenio Democrático.
Desde su inicio, el funcionamiento de la escuela quedó regido por el “Reglamento Interino de la Escuela Normal de Instrucción Primaria”, de 27 de mayo de 1837, firmado por Juan Subercase, hasta el 5 de marzo de 1842, cuando se aprueba el “Reglamento para el régimen y gobierno de la Escuela Normal-Seminario Central de Maestros” de Pablo Montesino (que no introducía modificaciones). Para la normativa general de Dirección, Gobierno y Enseñanza, el reglamento establecía en el Título III, art. 4 que «habrá un director principal, un vicedirector, un primer maestro del seminario y un maestro regente de la escuela práctica...»,  y en el art. 10, especificando funciones de cada uno, se explicaba que «el primer maestro tendrá a su cargo todo lo relativo a la Biblioteca y gabinetes de física e historia natural y demás objetos e instrumentos de enseñanza del Seminario y cuidará de las impresiones que fuesen necesarias para la enseñanza y escuela práctica». 
Hacia 1850, Pedro Felipe Monlau anota en su Guía de Madrid que la Escuela normal superior «sirve para formar maestros de instrucción primaria, y también profesores de letras y ciencias». Y añade que en ese periodo, se registran unos 200 alumnos, entre externos e internos.
En 1937, tras el colapso docente producido por el golpe de Estado en España de julio de 1936, la Normal y su valiosa biblioteca se trasladaron a Valencia, siguiendo al gobierno republicano, reanudando las clases el 24 de febrero de dicho 1937 en el local de la Escuela de Artesanos, en la valenciana calle Pintor Sorolla, número 12. Tras la victoria franquista, el Normal Central regresó a Madrid instalándose provisionalmente en unos pisos de la calle de los Madrazo; allí se procedió al expurgo censor, encomendado al profesor numerario Salustiano Duñaiturria, con el cometido expreso de que “... una vez seleccionados y retirados que sean aquellos libros que no deban leer los alumnos, si alguno hubiere, se procure dar las mayores facilidades a estos para su permanencia en dicha biblioteca, destinando, si fuera posible algunas horas de la tarde a ello...”, también se sugería al Ministerio el nombramiento de un empleado más para la biblioteca “como ya hubo en tiempos pasados”. Los fondos cuya lectura podía ser perniciosa para el alumnado normalista fueron marcados con “unas etiquetas rojas”.
En 1950, la escuela normal de Maestros de Madrid se trasladó al número 3 de la Ronda de Toledo (y el claustro de profesores consigue que la Escuela lleve el nombre de su fundador y primer director Pablo Montesino); allí estuvo diez años hasta su fusión con la Escuela Normal de Maestras, quedando ambas en la calle de la Santísima Trinidad nº 37, domicilio que tuvo hasta 1995, cuando fue absorbida por la Facultad de Educación.

## Trasvase
Finalmente, en 1991 se fundó la Facultad de Educación a la que se incorporaron todos los centros de formación del profesorado que existían en la Universidad Complutense de Madrid, iniciándose esta incorporación con la Sección de Ciencias de la Educación de la Facultad de Filosofía y Ciencias de la Educación y con la Escuela Universitaria de Profesorado de Educación General Básica «María Díaz Jiménez». 

## Evolución pedagógica
En 1909, para cubrir el vacío creado por la supresión en 1901 del «grado normal», se creó en España la Escuela de Estudios Superiores de Magisterio como plataforma para la formación tanto del profesorado normalista como de los inspectores de Primera Enseñanza, como quedaría estipulado por los reales decretos de 3 de junio de 1909, firmado por el ministro Faustino Rodríguez San Pedro y de 20 de octubre de 1911, firmado por Amalio Gimeno. Ambos tuvieron su precedente en el real decreto de 11 de enero de 1907, cuyo artículo primero proponía: «Para la formación de inspectores de Primera Enseñanza y de profesores de las Escuelas Normales se crea en Madrid un curso o grado Normal superior, cuya organización y dirección, con arreglo a las prescripciones del presente decreto, se encomienda a la Junta para el Fomento de la Educación Nacional»; pero que por diversas causas e incidencias no se había materializado.

## Biblioteca pedagógica
El gran legado de la Escuela Normal ha sido su Biblioteca especializada. Su objetivo y cometido quedaron expresados ya en el Reglamento de 1837, en cuyo Artículo 21 se establece que «Las materias de enseñanza indispensables serán las siguientes: 1º) Religión y Moral. 2º) Lengua Castellana. 3º) Aritmética y elementos de Geometría.  4º) Dibujo Lineal. 5º) Elementos de Física. 6º) Elementos de Historia Natural. 7º) Geografía e Historia. 8º) Principios generales de Educación moral, intelectual y física, con instrucciones especiales acerca de los medios más conducentes para conservar la salud de los niños y robustecerlos, o sea, el modo de combinar los ejercicios gimnásticos o corporales con los juegos y ocupaciones ordinarias de la niñez. 9º) Métodos de enseñanza y Pedagogía. 10º) Lectura. 11º) Escritura». El Artículo 22 amplía más el programa: «Podrá haber otras enseñanzas adicionales, particularmente de Agrimensura y lenguas francesa e inglesa.»
Hay que especificar que a lo largo de su historia, la biblioteca pedagógica nunca estuvo en manos de profesionales, hasta diciembre de 1979, quedando entonces a cargo de Juan Antonio Méndez Aparicio. En 1987, la biblioteca sobreviviente fue trasladada a la planta baja del Pabellón C del recinto universitario Complutense en Madrid, hasta su incorporación en la Biblioteca de la Facultad de Educación. En su origen, provista de sesenta puestos de lectura (luego ampliados a 84), su fondo constaba de unos 10.000 volúmenes para préstamo y otros 2.000 en la sección de referencia, todos en libre acceso 24 puestos. En 1993 se inició el proceso de automatización de fondos que no se llevó a cabo debido a su inmediato traslado a la nueva Facultad de Educación.